# 英泰
英泰，清朝人，是一名清朝政治人物。
英泰曾于嘉庆十八年(1813年)接替裘增寿任漳州府知府一职，嘉庆十九年(1814年)由李赓芸接任。